# 김일성화
김일성화(金日成花, 영어: Kimilsungia)는 인도네시아 보고르 식물원에서 식물학자 분트에 의해 교배육종된 팔래노프시스(Phalaenopsis) 계열 덴드로비움(Dendrobium, 난초과 석곡속)에 속하는 원예품종 가운데 하나이다.
1965년 인도네시아를 방문한 김일성수상이 보고르 식물원을 참관하던 중 수카르노 인도네시아 대통령으로부터 선물받았으며, 꽃 이름도 여기서 유래된 이름이다.

## 형태
꽃의 색은 붉은 자주색이며, 꽃의 줄기 높이는 약 30~70cm, 지름은 1~1.5cm에 달하고 100일 동안 꽃이 피며 꽃잎에는 하얀색 점 3개가 있고 6~8개 마디로 나뉜다.

## 역사
1965년 초반, 인도네시아의 식물학자 마카사르가 보고르 식물원에서 200여 회의 실험 끝에 개발한 새로운 품종으로 알려져 있으며, 1965년 4월에 인도네시아의 초대 대통령 수카르노이 김일성의 인도네시아 방문 10주년을 기념하여 선물하면서 김일성화로 명명되었다.
1975년 1월에 김일성의 지시로 평양의 식물원에 옮겨 심어졌으며, 김일성의 65회 생일 때인 1977년 4월에는 북한 주민들에게 처음 공개되었다.

## 사용
이름이 김일성화인 민큼 조선민주주의인민공화국에서는 김일성을 상징하며, 김일성의 탄생을 기념하는 날인 태양절에 사용된다. 또한 북한에서는 '충성의 꽃', '김일성주의 혁명의 꽃', '태양의 꽃', '불멸의 꽃' 등으로 불린다.
매년 태양절 전인 4월 13일에는 1999년부터 개최된 김일성화축전이 열린다.
1977년 8월에는 '김일성화의 노래'가 창작되었으며, '불멸의 꽃 김일성화' 등 김일성화를 이용한 김일성 찬양 창작품들이 있다.
조선외국문도서출판사에서 배포하는 달력의 4월 표지 그림으로 김일성화가 사용되었으며, 마찬가지로 2월에 개화하는 김정일화의 경우는 2월 표지 그림으로 사용되었다.

## 같이 보기
- 김정일화
- 태양절